# Francesc Eiximenis
Francesc Eiximenis ou Eximenis [fɾənˈsɛsk əʃiˈmɛnis], né en 1330 ? à Gérone et mort en 1409 à Perpignan, est un moine franciscain catalan du XIVe siècle. Théologien et érudit proche des souverains d'Aragon, il est considéré comme l’un des principaux intellectuels et penseurs politiques de la couronne et connu pour son implication dans la vie politique et sociale de son époque, dont Il est également l'un des principaux écrivains en langue catalane.

## Biographie

### Origine et enfance
La biographie de Francesc Eiximenis présente de nombreuses lacunes. Selon ses propres affirmations, il est né à Gérone dans une famille de marchands aisés (bourgeois),. Un document de 1380 mentionne un certain Bernat Pintor, notaire à Gérone, comme cognatus (parent) d’Eiximenis. On considère qu'il est né autour de 1330, mais sa date de naissance n’est pas connue, ; plusieurs dates ont été avancées, 1340, 1330 et même 1327. Selon les archives épiscopales, il aurait été ordonné comme sous-diacre de l’église de Sainte Marie de Sants (ca) de Barcelone, le 22 décembre 1352, ce qui concorderait bien avec une date de naissance en 1327 ou 1330, mais il s'agit peut-être d'un homonyme.
Il devient vraisemblablement franciscain dans le couvent de sa ville natale auquel, au soir de sa vie, il lègue une partie de sa bibliothèque,,.

### Formation
Sa formation suit le parcours traditionnel franciscain, probablement entamée à Gérone. Il étudie vraisemblablement à Paris vers 1364, puis à Oxford, où l’enseignement du bénédictin Uthred de Boldon marque fortement sa pensée politique,,,. Il fréquente également l'université de Toulouse, où il obtient en 1374 un titre de maître (ou docteur) en théologie, avec le soutien du roi Pierre III d'Aragon et de la duchesse de Gérone, Marthe d'Armagnac,,,.
Au cours de ses études, il visite Florence, Rome, Cologne et des ermitages d’Auvergne,,, séjours au sujet desquels on dispose de peu de détails concrets. Parallèlement à sa formation, il enseigne dans plusieurs couvents franciscains. Entre 1364 et 1374 (peut-être en 1367), il se trouve au couvent franciscain de Palma de Majorque. Sa présence est aussi attestée aux couvents de Barcelone et Vic. Un projet de le nommer maître à l'université de Lérida fin 1371 n'aboutit pas.
Au cours de cette période, il effectue également diverses missions politiques et diplomatiques pour la couronne d'Aragon.
Ses premières œuvres datent de cette période : Tractat d’usura (1374) et Ars praedicandi populo (avant 1378).

### Proximité avec les monarques et rôle dans le gouvernement de Valence

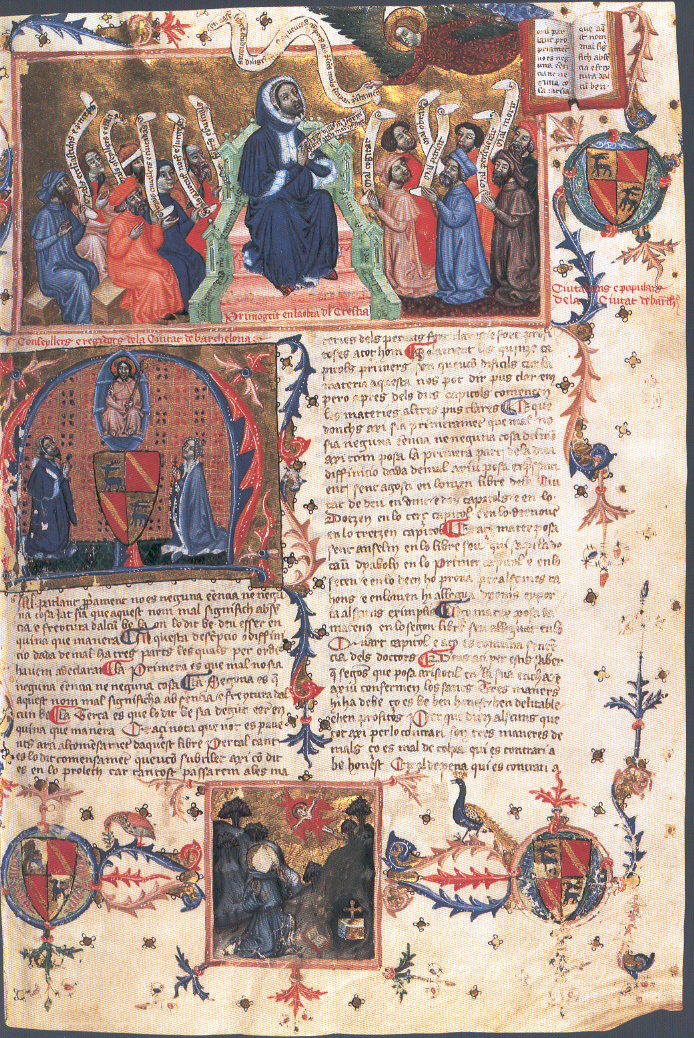
Commencement du Terç del Crestià selon le manuscrit 1792 de la Bibliothèque Nationale de Madrid. Ce manuscrit contient les chapitres 1-523 de ce livre (dans un total de 1060 chapitres).

À partir de 1379, de retour à Barcelone, il entame son œuvre majeure, le grand projet encyclopédique Lo Crestià (« Le Chrétien »), conçu en treize volumes, mais dont seuls quatre verront le jour, écrits au cours de différentes étapes entre Barcelone et Valence destiné à l'instruction morale et religieuse des fidèles,,,. Le projet reçoit le soutien du roi Pierre III, des conseillers de Barcelone et de quelques notables de la ville,.
Il entretient des relations constantes avec les souverains aragonais et est un conseiller apprécié de Pierre III, Jean Ier, Martin Ier et de la reine Maria de Luna.
Avec Antoni Canals, également valencien, il fait partie de la commission de sept théologiens convoquée par le royale à Saragosse afin de statuer sur l’attitude à tenir face à la division pontificale et tenter de résoudre le grand schisme d'Occident,,. Sa position à ce sujet apparaît ambivalente, puisqu’il reçut des faveurs du pape d’Avignon Benoît XIII et défendit dans ses écrits la légitimité du pape romain.
Il s'installe définitivement à Valence à partir de la fin de 1381,, où il joue un rôle de premier plan dans les affaires publiques de la ville, en matière religieuse, politique et sociale, pendant plus de deux décennies,. Il s'agit d'une période de grande activité d'enseignement et d'écriture pour Eiximenis. L’un de ses traités les plus marquants, Regiment de la cosa pública (1383), partiellement inclus dans le livre Dotzè(« Douzième », nom donné au quatrième et dernier volume paru de Lo Crestià), propose un programme de gouvernement fondé sur les valeurs chrétiennes et une vision favorable à l’essor économique de la cité,. Il s’y montre particulièrement élogieux envers la cité de Valence,.
Il devient conseiller des jurats, autorités municipales avec qui il entretient de très bonnes relations, et joue un rôle notable à ce titre par exemple lors des troubles opposant des secteurs de la noblesse en 1391,,,. Il prêche lors d’événements importants (il prononce l'oraison funèbre de Pierre IV « le Cérémonieux » et participe à la réflexion sur le gouvernement de la cité,,. Son prestige lui vaut d’être chargé d'une réforme pédagogique majeure visant à unifier l’organisation de l’enseignement municipal en 1399,,,.
Il participe à la commission d’expurgation des livres hébreux en 1391 après les émeutes antijuives.
En 1394, il  est nommé confesseur du roi Jean Ier, mais il n'exercera jamais en tant que tel, pour une raison inconnue.
Autour de 1398–1401, la vie publique d'Eiximenis s'intensifie et ses interventions dans les affaires politiques et religieuses se multiplient. En 1397-1399, il écrit un justification théologique des expéditions menées par les royaumes de Valence et de Majorque contre les musulmans d’Afrique du Nord.
À partir de 1402, il se retire progressivement des affaires politiques et s'oriente vers la prière et l’écriture spirituelle.
Ses relations avec le pouvoir ne sont pas sans tensions. En 1391, il ajoute cinq chapitres correctifs au Dotzè à la demande du roi Jean Ier d'Aragon. En 1396-1397, il dénonce des abus auprès du roi après l’emprisonnement d’émissaires municipaux, signe de son engagement dans l'autonomie gouvernementale de la cité,. En 1408–1409, il s’oppose au roi Martin Ier au sujet de la succession épiscopale de Perpignan.
Il reste également très proche de la reine Maria de Luna, avec qui il fonde le couvent du Saint-Esprit de Gilet (Morvedre), d'observance franciscaine,. Il lui dédie la Scala Dei. En 1404, elle le désigne comme médiateur dans une commission visant à limiter le banditisme dans la cité. En 1406, il l'assiste spirituellement au moment de sa mort.
Il écrit aussi Pastorale, Psalterium alias Laudatorium et Allegationes, où il affirme la supériorité du pouvoir ecclésiastique sur le pouvoir civil. Il entreprend une Summa theologica en latin, abandonnant les exigences de vulgarisation de Lo Crestià. En 1408, il est convoqué par Benoît XIII au concile de Perpignan et nommé patriarche de Jérusalem. Quelques jours avant l’ouverture du concile, le pape Luna le nomme patriarche de Jérusalem, puis administrateur apostolique du diocèse d’Elne, siège très ancien,,,.
Par. Il meurt en 1409, probablement le 23 avril, à Perpignan.
Par l’importance et la diversité de son œuvre, Eiximenis est considéré comme le plus grand polygraphe valencien du Moyen Âge et comme l’un des pionniers de la pensée pédagogique au Pays valencien. Son œuvre constitue également un témoignage important pour connaître les mœurs de son époque.

## Pensée politique
Sa pensée politique s’exprime dans le Dotzè del Crestià, mais aussi dans l’ensemble de son œuvre. Il y défend :
- une monarchie fondée sur un pacte entre roi et peuple (pactisme) ;
- la supériorité de l’Église sur le pouvoir temporel ;
- le droit du peuple à déposer un mauvais roi, notamment si celui-ci rompt le pacte en levant des impôts unilatéralement.

Il recense une trentaine de cas de destitutions de gouvernants, dont la moitié initiés par le peuple. La prophétie eschatologique qui clôt le Dotzè (annonçant la fin des monarchies) choque profondément le roi Jean Ier.

### Dédicaces
Eiximenis dédie plusieurs de ses œuvres à différentes personnalités de la cour et de l’Église, ce qui donne un indice de ses affinités personnelles : Regiment de la cosa pública aux jurats de Valence, le douzième volume de Lo Crestià à Alphonse, marquis de Villena, Llibre dels àngels et Vida de Jesucrist à Pere d’Artés, Llibre de les dones à Sança Ximenes d’Arenós (ca), Scala Dei à Maria de Luna, Pastorale à Hug de Llupià et Psalterium alias Laudatorium d'abord à Berenguer de Ribalta puis au pape d'Avignon Benoît XIII.

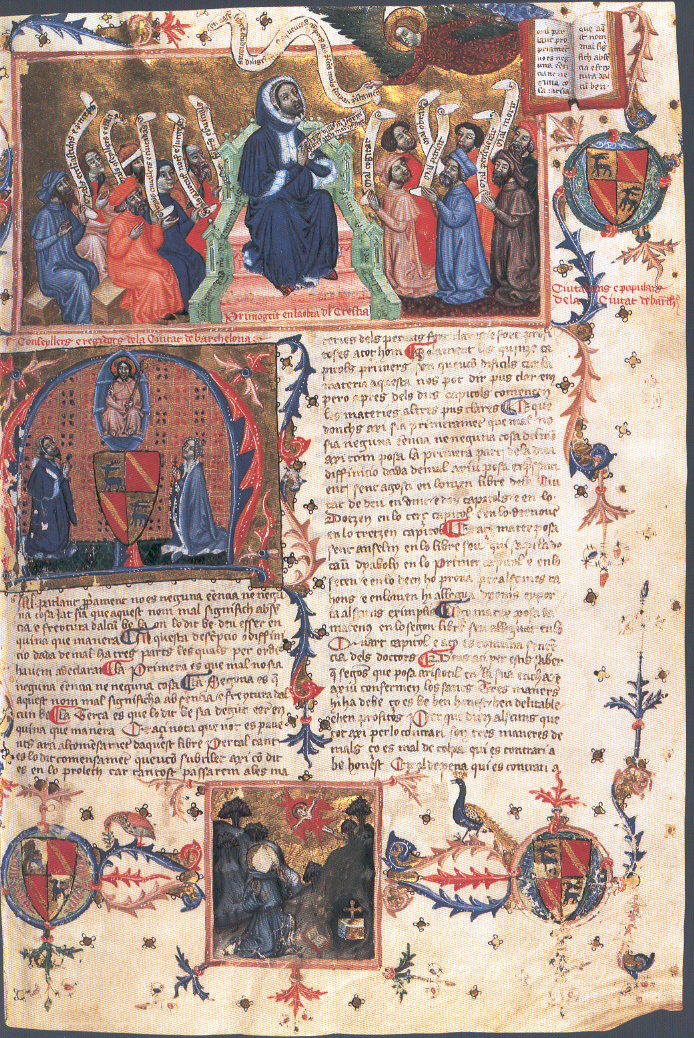
Commencement du Terç del Crestià selon le manuscrit 1792 de la Bibliothèque Nationale de Madrid. Ce manuscrit contient les chapitres 1-523 de ce livre (dans un total de 1060 chapitres).

## Œuvre

### En catalan
Eiximenis a écrit les suivantes œuvres en catalan :
- Tractat d'usura (Traité sur l'Usure). Bref traité sur l'usure selon le Droit Canon. Cette matière était très débattue pendant le Moyen Âge chez les scholastiques.
- Lo Crestià (Le Chrétien). Selon Curt Wittlin le nom dévrait être Lo Cristià[32]. C'était un énorme projet de Somme Théologique écrite en langue non latine. Le projet original consistait en 13 livres, mais seulement 4 livres furent écrits :
  - Primer del Crestià (Premier livre du Chrétien). C'est une introduction générale au Christianisme.
  - Segon del Crestià (Deuxième livre du Chrétien). Il s'occupe de la tentation.
  - Terç del Crestià (Troisième livre du Chrétien). Il s'occupe des différents genres de péchés et de ses solutions.
  - Dotzè del Crestià (Douzième livre du Chrétien). Il s'occupe du gouvernement et de la politique en général. Néanmoins la teneur est encyclopédique.
- Regiment de la cosa pública (Le Gouvernement de la République). Il s'agissait d'un cadeau qu'Eiximenis donna aux jurats (représentants de la cité) de Valence, quand il est arrivé à Valence en 1383. Il donne des bons conseils pour un bon gouvernement. Ce livre a beaucoup d'influence du Communiloquium de Jean de Galles d'après Albert Hauf[33]. Ce livre était aussi la troisième partie du Dotzè del Crestià (Douzième du Chrétien).
- Llibre dels àngels (Livre des Anges). C'est une très complète étude sur l'angélologie mais avec beaucoup de réflexions politiques. Ce livre était dédié au chevalier valencien Pere d'Artés.
- Llibre de les dones (Livre des Femmes). Dans son commencement c'est simplement un livre sur l'éducation des femmes. Mais les quatrième et cinquième parties du livre s'occupent de la théologie et des fondements de la moralité catholique. Ce livre était dédié à la comtesse de Prades, Sancie Ximenes d'Arenós.
- Vida de Jesucrist (vie de Jésus-Christ). C'est une biographie de Jésus-Christ avec des réflexions théologiques et une teneur aussi contemplative. Ce livre était très influencé par les Mediationes Vitae Christi du Pseudo-Bonaventure et par la pensée du Franciscain Ubertin de Casale d'après Albert Hauf[34]. Ce livre était aussi dédié au chevalier valencien Pere d'Artés.
- Scala Dei ou Tractat de contemplació (Escalier vers Dieu ou Traité sur la Contemplation). C'est un bref traité sur la morale et la théologie. Ce livre était dédié à la reine Maria de Luna.
- Deux lettres autographes en catalan (du 15 juillet 1392 et 12 mars 1396). La première (15 juillet 1392) était adressée au roi Martin Ier (qui en ce moment-là était seulement prince), et c'est intéressant, car Eiximenis lui donne des bons conseils sur le bon gouvernement en Sicile.

### En latin
Eiximenis a écrit en latin les œuvres suivantes :
- De Triplici Statu Mundi (Sur les trois états du monde). C'est un bref traité eschatologique. Il n'est pas sûr, néanmoins, qu'Eiximenis soit le véritable auteur de ce livre.
- Allegationes (Déclarations). À Valence, lors d'un conflit entre l'Église et l'État, on demanda leur avis à quelques personnes importantes. Les Allegationes sont la réponse d'Eiximenis. Ici l'auteur exprime un avis très théocratique.
- Une petite partie de sa Summa Theologica. Cet extrait est très court, et il s'occupe de certaines matières théologiques.
- Ars Praedicandi Populo (Manuel pour la prédication des gens).
- Un sermon (ou une partie).
- Pastorale (Pastoral). Il s'occupe de donner des conseils aux prêtres et aux évêques. Il est influencé par la Pastorale classique de saint Grégoire. Ce livre est dédié à Hug de Llupià, évêque de Valence.
- Psalterium alias Laudatorium Papae Benedicto XIII dedicatum (Psautier ou Doxologie dédiée au Pape Benoit XIII). C'est une collection de 344 prières. Comme le titre le dit, le livre était dédié au pape d'Avignon Benoît XIII.

Deux autres livres ont été attribués à Eiximenis: le Cercapou, et la Doctrina compendiosa. Cependant la Doctrina Compendiosa a une influence très forte des théories politiques d'Eiximenis. Il existe une adaptation espagnole du Llibre de las Dones, appelée Carro de las Donas.
Les œuvres d'Eiximenis eurent beaucoup de succès en son temps, comme le montrent plus de 200 manuscrits conservés. Un autre exemple est le Psaltiri devotíssim(Version en catalan de 100 des 344 prières du Psalterium alias Laudatorium). L'édition incunable de ce livre avait été tirée à 2000 exemplaires, c'est-à-dire plus du double des deux éditions de Tirant lo Blanc (Valence, 1490 et Barcelone, 1497). Ainsi, c'était le plus grand tirage d'un incunable de toute la littérature catalane médiévale.
Il y eut aussi beaucoup de traductions pendant le XVe siècle et le XVIe siècle. Le Llibre de les Dones fut traduit en espagnol. Une des traductions espagnoles fut utilisée pour l'éducation des quatre filles des Rois Catholiques. Le Llibre dels Àngels eut un grand succès international et fut traduit en plusieurs langues : espagnol, latin, français et même néerlandais (sans doute la seule œuvre de la littérature catalane médiévale jamais traduite dans cette langue). Et la Vida de Jesucrist fut traduite en castillan et en français.
Finalement, deux autres exemples montrent la diffusion internationale des œuvres d'Eiximenis. En premier lieu, la traduction française du Llibre dels Àngels fut le premier livre qui fut imprimé en 1478 à Genève. En second lieu, la traduction espagnole de la Vida de Jesucrist fut le premier livre imprimé à Grenade (Espagne) en 1496, après la conquête de la cité par les Rois Catholiques.
Malheureusement, on dispose de peu d'éditions des œuvres d'Eiximenis. La plupart des éditions modernes de ses œuvres ont été préparées par Curt Wittlin et par Albert Hauf.

## Publication de l'œuvre

### Documents numérisés
Manuscrits
- Première moitié (chapitres 1-523) du Terç del Crestià (Troisième du Chrétien) (BNC, ms 457). (ca)
- Llibre dels Àngels (Livre des Anges) (Université de Barcelone, Fons de reserva, ms. 86). (ca)
- Vida de Jesucrist (Vie de Jésus-Christ) (BNC, mss. 459-460). (ca)
- Scala Dei (Université de Barcelone, Fons de reserva, ms. 88). (ca)

Incunables
- Primer del Crestià (Premier du Chrétien) (Valence, Lambert Palmart, 1483). (ca)
- Première moitié (Chapitres 1-473) du Dotzè del Crestià (Douzième du Chrétien) (Valence, Lambert Palmart, 1484). (ca)
- Regiment de la cosa pública (Régiment de la chose publique), (Valence, Cristòfor Cofman, 1499). (ca)
- Llibre dels àngels (Livre des Anges), (Barcelone, Joan Rosembach, 1494). (ca)
- Llibre de les Dones (Livre des Femmes), (Barcelone, Joan Rosembach, 1495). (ca)
- Traduction espagnole de la Vida de Jesucrist (Vie de Jésus-Christ), (Granada, Meinard Ungut et Johannes Pegnitzer, 1496). (es)
- Traduction espagnole du Llibre dels àngels (Le titre est Libro de los santos ángeles. Burgos, Fadrique de Basilea, 1490). (es)
- Pastorale (Pastoral) (Barcelone, Pere Posa, 1495). (la)
- Scala Dei (Escalier de Dieu) (Barcelone, Diego de Gumiel, 1494). (ca)
- Traduction française du Llibre dels Àngels (Genève, Adam Steinschaber, 1478). (fr)
- Traduction française du Llibre dels Àngels (Lyon, Guillaume Le Roy, 1486). (fr)

Éditions anciennes
- Traduction espagnole du Llibre dels Àngels (le titre est La Natura Angélica. Alcalá de Henares, Miguel de Eguía, 1527). (es)

Éditions modernes et transcriptions
- Gascón Urís, Sergi. "Les cartes episcopals de Francesc Eiximenis (I)", Actas del Congreso Internacional de la AHLM (A Coruña, 18-22 de setembre de 2001), vol. II, Universidade de Santiago de Compostela-Touxosoutos, S.L., Coruña 2005, pp. 337–52.  (ISBN 84-96259-74-9). D.L.: C-2072-2005.
- Gascón Urís, Sergi. "La 'Crònica d'Aragón' (València 1524) i les cartes autògrafes d'Eiximenis", Actes del Dotzè Col·loqui Internacional de Llengua i Literatura Catalanes. Barcelona: Publicacions de l'Abadia de Montserrat, vol. 2 (2003), pp. 31–45.  (ISBN 84-8415-524-2).
- Gascón Urís, Sergi. Estudi de manuscrits i incunables del Llibre dels àngels. Travail du diplôme d'université (TFG) de Sergi Gascón Urís (UAB, Bellaterra, 1988) [Bibliothèque aux lettres UAB].
- Gascón Urís, Sergi. Estudi codicològic i edició paleogràfica d'un nou bifoli del "Libre dels Àngels" d'Eiximenis (Arxiu del Monestir de Sant Pere de les Puel·les), dins Homenatge a Joseph Gulsoy: [Estudis de Llengua i Literatura Catalanes, LV, vol.  2, 2007,  (ISBN 978-84-8415-897-4), p.  33-72.
- Gascón Urís, Sergi. Edició crítica del Libre dels àngels (1392) de Francesc Eiximenis. Introducció, catàleg de manuscrits, índexs d'autors, toponímic, bíblic i temàtic. Thèse de doctorat (UAB, Bellaterra, 1992). Ed. en microfiches (UAB, Bellaterra, 1993).  (ISBN 84-7929-371-3). [BAV, Cataloghi: https://opac.vatlib.it/all/search?sm=os&k_v=sergi+gascon+uris&k_f=0; UB, BC, URL: BMontserrat, UG].
- Pastorale. Transcription et traduction au catalan. Thèse de doctorat de Montserrat Martínez Checa (UAB, Bellaterra, 1994)[37].
- De triplici statu mundi (Sur les trois états du monde) (Édition d'Albert Hauf). (la)
- Summa theologica (Édition de León Amorós, OFM). (la)
- Lettres autographes (15.07.1392 et 12-03.1396. Édition de Sadurní Martí). (ca)
- Psalterium alias Laudatorium (Toronto, PIMS, 1988. Édition de Curt Wittlin). (la + en)
- Lo Llibre de les Dones (Le Livre des Femmes) (Barcelone, Curial, 1981. Édition de Curt Wittlin). (ca)
- De Sant Miquel Arcàngel (Sur saint Michel archange) (cinquième traité du Llibre dels Àngels. Barcelone, Curial, 1983. Édition de Curt Wittlin). (ca)
- Contes et fables, Éditions de la Merci, 2009  (ISBN 978-2-9531917-2-1) (fr)
- Le Chrétien, Éditions de la Merci, 2010  (ISBN 9782953191769) (fr)
- L'art de manger, boire et servir à table, Éditions de la Merci, 2011  (ISBN 9782953191783) (fr)
- Le Gouvernement de la République, Éditions de la Merci, 2012  (ISBN 9791091193009) (fr)

Œuvres complètes
- Œuvres complètes de Francesc Eiximenis (en catalan et en latin). (ca + la + es)

### Traductions en français
- Le Livre des saints anges (Genève, A. Steinschaber, 1478). (fr)
- Le Livre des saints anges (Lyon, Guillaume Le Roy, 1486). (fr)
- Contes et fables, traduit du catalan et présenté par Patrick Gifreu, Éditions de la Merci, Perpignan, 2009. (fr)
- Le Chrétien (anthologie), traduit du catalan par Patrick Gifreu et présenté par Michel Adroher, Éditions de la Merci, Perpignan, 2010. (fr)
- L'art de manger, boire et servir à table, traduit du catalan par Patrick Gifreu et présenté par Pierre Torrès, Éditions de la Merci, Perpignan, 2011. (fr)
- Le Gouvernement de la République, traduit du catalan par Patrick Gifreu et présenté par Jean-Pierre Barraqué, Éditions de la Merci, Perpignan, 2012. (fr)
- Saint Michel Archange, traduit du catalan et présenté par Patrick Gifreu, Éditions de la Merci, Perpignan, 2015. (fr)